# Åke Wernersson
Åke Vilgot Wernersson, född 1944, är en svensk professor emeritus i robotik. Han har  varit verksam vid Linköpings universitet och Luleå tekniska universitet. 
Wernerssons forskade kring robotik och automation. Han var verksam på avdelningen för Robotik och Automation på Luleå tekniska universitet. Han samarbetade i många år med Kalevi Hyyppä.